# Maurice Cuvillier
Pour les articles homonymes, voir Cuvillier.
Maurice Octave Lucien Cuvillier, né le 7 mars 1897 à Dormans (Marne) et mort le 23 décembre 1957 à Paris 14e, est un dessinateur et scénariste de bande dessinée français, spécialisé dans la BD pour enfants.

## Biographie
La Grande guerre terminée, Maurice Cuvillier entre à l'école des Arts Appliqués. Rapidement, il publie des caricatures, des dessins humoristiques et des illustrations dans la presse humoristique parisienne. Pendant la période de l'entre-deux-guerres, il travaille pour de nombreuses revues : l'Almanach Vermot, Le Pêle-mêle, Le Dimanche Illustré, Lisette, Pierrot, Guignol, L'Épatant, L'Intrépide.
En 1941, Maurice Cuvillier crée, dans le périodique Cœurs vaillants - Âmes vaillantes édition rurale, la série Sylvain et Sylvette qui raconte les aventures de deux enfants, frère et sœur, qui se sont perdus dans une forêt. Réfugiés dans une maison abandonnée, ils recueillent différents animaux qui deviennent leurs amis. En revanche, ils doivent se défendre contre d'autres animaux dangereux. Les aventures de Sylvain et Sylvette sont maintenant rééditées aux Éditions du Triomphe.
Maurice Cuvillier a aussi imaginé un autre couple composé aussi d'un frère et d'une sœur vivant en Afrique, Zimbo et Zimba, dont les aventures sont parues dans Âmes vaillantes à partir de 1938. Un album intitulé Les Mille et une aventures de Zimbo et ZImba a été édité en 1940 par La Croisade des Enfants à Namur.
Dans le no 38 du magazine Âmes vaillantes paru le 28 septembre 1940, il crée également les personnages de Perlin et Pinpin. Un premier album Perlin et Pinpin, les petits nains est édité en 1941 par La Croisade des Enfants à Namur. Deux autres sont publiés par le groupe Fleurus en 1943. Douze autres (portant les nos 101 à 112) paraîtront après la fin de la guerre de 1954 à 1956 aux Éditions Fleurus. Leurs aventures feront aussi l'objet de 90 films fixes.
Maurice Cuvillier repose au cimetière parisien d'Ivry (14e division).

## Publications
- Les Aventures de Ra et Ta, écoliers de l'âge de pierre, 1928
- Les Mille et une aventures de Zimbo et Zimba, 1937
- Kelbonbec et Coquinet
- L'Extraordinaire odyssée du Sire de Castel Bobèche[3]
- Perlin et Pinpin… Les joyeux nains
- Sylvain et Sylvette
- Croque-Noisette (Cœurs vaillants édition rurale 1944, nos  12 à 14)
- Nombreux dessins humoristiques
- Nombreux films à images fixes

## Les Aventures de Sylvain et Sylvette

### Les Aventures de Sylvain et Sylvette (Albums Fleurette 1953-1967)
Maurice Cuvillier a créée une trentaine d'albums dans la série des Albums Fleurette 1953-1967
.
année 1953
1. Les Méchancetés de compère renard paru dans Fripounet et Marisette n°12 au n°24 1949
2. En route vers l'inconnu paru dans Fripounet et Marisette n°24 au n°38 1949
3. Là-haut sur la montagne paru dans Fripounet et Marisette n°38 au n°50 1949
4. La Revanche de l'ours Martin paru dans Fripounet et Marisette n°50 1949 au n°11 1950
5. Les Ruses de Sylvain paru dans Fripounet et Marisette n°12 au n°25 1950
6. Une Région peu hospitalière paru dans Fripounet et Marisette n°25 au n°37 1950
7. Tel est pris qui croyait prendre paru dans Fripounet et Marisette n°38 au n°50 1950
8. Vers les pays de soleil paru dans Fripounet et Marisette n°51 1950 au n°13 1951

année 1954
1. Les Nouveaux Robinsons, paru dans Fripounet et Marisette, du n°13 au n°26, 1951
2. Aux prises avec les bêtes sauvages paru dans Fripounet et Marisette, du n°26 au n°38, 1951
3. Alerte ! Alerte ! Alerte ! paru dans Fripounet et Marisette, du n°38 au n°50, 1951
4. Colères et joies de l'éléphant Bouboule paru dans Fripounet et Marisette, du n°51 (1951) au n°11 (1952)

année 1955
1. Un nouvel ami en danger paru dans Fripounet et Marisette, du n°23 au n°41, 1952
2. L'union fait la force paru dans Fripounet et Marisette, du n°42 (1952) au n°9 (1953)
3. Une traversée mouvementée paru dans Fripounet et Marisette, du n°10 au n°30, 1953
4. Quatre méchants compères paru dans Fripounet et Marisette, du n°30 au n°49, 1953
5. Une aventure qui finit mal paru dans Fripounet et Marisette, du n°50 (1953) au n°17 (1954)
6. Une victoire chèrement acquise paru dans Fripounet et Marisette, du n°18 au n°41, 1954

année 1956
1. Les Bonnes Farces de nos amis paru dans Fripounet et Marisette, du n°41 (1954) au n°9 (1955)
2. Le Mystère de Castel – Bobèche paru dans Fripounet et Marisette, du n°10 au n°33, 1955
3. La Chaumière libérée paru dans Fripounet et Marisette, du n°34 (1955) au n°4 (1956)
4. Sylvain s'attaque aux gros poissons paru dans Fripounet et Marisette, du n°6 au n°29, 1956
5. Heureusement que Cui – Cui était là !

1957
1. Raton est insupportable
2. À la poursuite de l'auto verte paru dans Fripounet et Marisette, du n°32 (1956) au n°3 (1957)
3. Panpan fait une fugue  paru dans Fripounet et Marisette, du n°4 au n°27 1957, épisode écrit et dessiné par Pierre Chéry à partir de la page 12 du n°17

année 1958
1. Au royaume des biches
2. Le Château reconquis paru dans Fripounet et Marisette, du n°30 au n°52, 1957, couverture : Michel Gellens
3. Compère l'ours est bien puni !  paru dans Fripounet et Marisette, du n°1 au n°20, 1958, écrit et dessiné par Jean-Louis Pesch à partir de la page 9 de l'album et du n°9 de la revue, couverture : Jean-Louis Pesch,

Les albums Fleurette du n°1 au n°27 ont été rééditées entre 1997 et 2020 en fac-similé par les Éditions du Triomphe avec un album inédit Sur l'île sauvage. Les planches correspondantes ont paru dans Fripounet et Marisette, du n°12 au n°22 de 1952 et auraient dû s’insérer entre les albums Fleurette n° 12 Colères et joies de l'éléphant Bouboule et n° 13 Un nouvel ami en danger.

### Les Nouvelles Aventures de Sylvain et Sylvette (1957-1965)
Maurice Cuvillier laisse une histoire inachevée dans la collection Les Nouvelles Aventures de Sylvain et Sylvette (1957-1965). Jean-Louis Pesch reprend à partir de la page 23. Dans la préface de la réédition de l'album, il écrit qu'il a inventé la suite de l'histoire en tenant compte qu'en page 22, Maurice Cuvillier avait annoncé un voyage aux Indes. Il a ainsi créé cette histoire d'éléphant blanc, le titre On a volé l’éléphant blanc et la couverture de l'album.

### Le Grenier de Sylvain et Sylvette
La collection Le Grenier de Sylvain et Sylvette, publiés par les Éditions du Triomphe, reprend les planches parues dans Fripounet et Marisette de 1941 à 1947 et demeurées inédites en albums.
1. Allons cueillir des champignons
2. Le Domaine des biches
3. Au secours, Barbichette !
4. Attention au feu !
5. La Course aux embûches
6. Loup, y es-tu ?
7. Cui-Cui a disparu
8. La Revanche des oiseaux
9. Le Sanglier entre en scène
10. Adoptons Gris-Gris
11. Tout tourne mal